# Assemblée générale de l'Union astronomique internationale de 1991
21e assemblée générale de l'Union astronomique internationale
La 21e assemblée générale de l'Union astronomique internationale s'est tenue du 23 juillet au 1er août 1991 à Buenos Aires, en Argentine.